# ハンカチ中継
ハンカチ中継（はんかちちゅうけい）は、斉藤さん(さいとうさん)、株式会社ユードーが提供するスマートフォン向けのインターネット電話（テレビ電話）アプリケーション内にある配信サービス。